# Chevrolet Trailblazer (2020)
La Chevrolet Trailblazer è una autovettura prodotta dalla casa automobilistica statunitense Chevrolet a partire dal 2020.

## Contesto

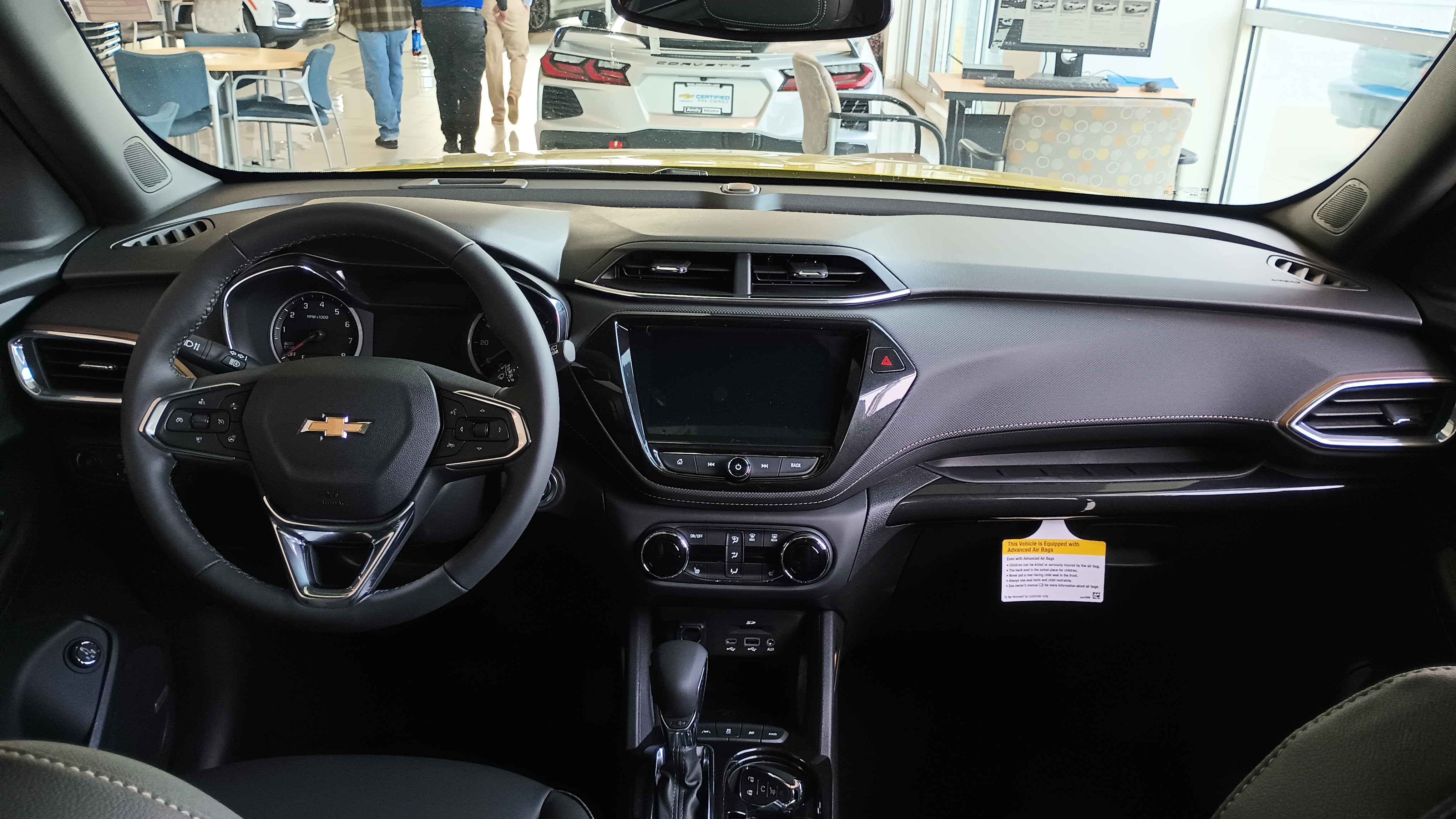
Interni

Il Trailblazer è stato presentato il 16 aprile 2019 al salone di Shanghai insieme al Tracker; entrambi i modelli sostituiscono il Chevrolet Trax. 
È un crossover compatto, sviluppato dalla divisione GM della Corea del Sud e assemblato a Incheon, in Corea del Sud e a Shanghai dalla GAIC. Il Trailblazer ha fatto il suo debutto in Nord America al salone di Los Angeles a novembre 2019.
Nell'ottobre 2021, è stata lanciata nelle Filippine.

## Motorizzazioni
Negli Stati Uniti, i modelli a trazione anteriore L, LS e LT sono equipaggiati con il motore a benzina turbo a tre cilindri da 1,2 litri, mentre i modelli a trazione integrale LS e LT monteto il più grande 1,3 litri sempre a tre cilindri. Le versioni a trazione integrale (AWD) inoltre sono dotate di un cambio automatico a 9 velocità.